# Marek Sikora (aktor)
Marek Sikora (ur. 30 sierpnia 1959 w Busku-Zdroju, zm. 22 lipca 1996 w Służowie koło Buska-Zdroju) – polski aktor teatralny, filmowy i telewizyjny, reżyser teatralny, telewizyjny i operowy, choreograf. Absolwent szkoły baletowej (1978) oraz Wydziału Aktorskiego łódzkiej PWSFTviT (1982, dyplom 1987) i Wydziału Reżyserii warszawskiej PWST (1991).

## Życiorys
Karierę aktorską rozpoczął jako nastolatek, kiedy w 1974 zagrał w ekranizacji powieści młodzieżowej Koniec wakacji, do której został wybrany przez reżysera Stanisława Jędrykę spośród kilku tysięcy kandydatów. Dwa lata później został odtwórcą głównej roli męskiej w serialu dla dzieci i młodzieży Szaleństwo Majki Skowron.
Współpracował z wieloma teatrami w Polsce. W latach 1981–1983 występował w Słupskim Teatrze Dramatycznym, 1984–1986 występował w Teatrze Polskim w Poznaniu, gdzie zajmował się też przygotowywaniem układu walk. Współpracował też z poznańskim teatrem Scena na Piętrze (1985). W latach 1987–1988 pracował w Teatrze Dramatycznym w Opolu na stanowisku choreografa. W 1990 znalazł się wśród osób docenionych przez jury na XVI Opolskich Konfrontacjach Teatralnych (za spektakl Karmaniola wystawiony w Teatrze Dramatycznym w Opolu).
W latach 1991–1995 był konsultantem programowym, reżyserem i choreografem Teatru Powszechnego w Łodzi. Był też reżyserem Opery i Operetki w Szczecinie w latach 1991–1993. Współpracował z Teatrem Telewizji, a także warszawskim Teatrem Północnym, Teatrem Powszechnym w Warszawie, Operą Bałtycką w Gdańsku, wrocławskim Teatrem Polskim. W ostatnim okresie życia, w roku 1996, działał w Teatrze im. Bogusławskiego w Kaliszu oraz Teatrze Muzycznym w Gdyni.
Zmarł nagle w miejscowości Służów koło Buska-Zdroju w wieku 36 lat. Przyczyną śmierci był udar mózgu.

### Życie osobiste
Był mężem aktorki Grażyny Wolszczak, z którą miał syna, Filipa (ur. 1989).

## Role teatralne (wybór)
- 1981 – Sejm kobiet jako Młodzieniec (reż. Jowita Pieńkiewicz)
- 1982 – Alicja w Krainie Czarów jako Gąsienica, Szarak (reż. Paweł Nowicki)
- 1982 – Wizerunek śmierci jako Chorus (reż. Roman Kordziński)
- 1983 – Kordian jako Kordian (reż. Zbigniew Mich)
- 1983 – Mały Książę jako Mały Książę (reż. Andrzej Mellin)
- 1984 – Henryk V jako Ludwik (reż. Jan Kulczyński)
- 1985 – Pornografia (reż. Grzegorz Sobociński)
- 1985 – Kompot jako Budyń (reż. Grzegorz Mrówczyński)
- 1985 – Wyspy Galapagos jako Jerzy (reż. Zbigniew Mich)
- 1986 – Nie-Boska komedia jako Orzeł (reż. G. Mrówczyński)

### Teatr Telewizji
- 1987 – Słoń jako Mifia – syn (reż. Izabella Cywińska)
- 1994 – Dożywocie (reż. M. Sikora)

## Reżyser teatralny (wybór)
- 1990 / 1991 / 1992 / 1995 – Karmaniola
- 1990 – Carmencita
- 1991 / 1996 – Happy end
- 1992 – Tutam
- 1993 – Nie uchodzi, czyli Damy i huzary
- 1994 – Czarna komedia
- 1994 – Carmen (opera)
- 1996 – Poskromienie złośnicy

### Teatr Telewizji
- 1994 – Tutam
- 1994 – Czerwone pantofelki
- 1994 – Dożywocie
- 1994 – Trójka
- 1995 – Szach-mat
- 1995 – Grzeszki tatusia
- 1996 – Król Momus
- 1996 – Coś do ukrycia
- 1996 – Zapis

## Inne (wybór)
- 1984 – Henryk V (reż. J. Kulczyński) – układ walk
- 1985 – Pornografia (reż. G. Sobociński) – pantomima
- 1988 – Troilus i Kressyda (reż. Jacek Pazdro) – układ walk, ruch sceniczny
- 1990 – Akropolis (reż. Szczepan Szczykno) – kompozycja ruchu
- 1990 – Carmencita (reż. M. Sikora) – choreografia
- 1992 – Karmaniola (reż. M. Sikora) – choreografia
- 1993 – Nie uchodzi, czyli Damy i huzary (reż. M. Sikora) – choreografia
- 1995 – Antygona (reż. Zbigniew Brzoza) – ruch sceniczny
- 1991 – Happy end (reż. M. Sikora) – ruch sceniczny

## Filmografia
- 1974: Koniec wakacji − jako Jurek
- 1976: Szaleństwo Majki Skowron − jako Ariel
- 1976: Zanim nadejdzie dzień − jako chłopak w Milicyjnej Izbie Dziecka
- 1977: Królowa pszczół − jako Wojtek
- 1978: Zielona miłość − jako kolega Pawła (odc. 1 i 2)
- 1988: Pogranicze w ogniu (odc. 6)
- 1989: Jeniec Europy − jako lokaj Santini